# Слобідсько-Рихтівська сільська рада
Слобі́дсько-Ри́хтівська сільська́ ра́да — адміністративно-територіальна одиниця та орган місцевого самоврядування в Кам'янець-Подільському районі Хмельницької області. Адміністративний центр — село Слобідка-Рихтівська.

## Загальні відомості
Слобідсько-Рихтівська сільська рада утворена в 1923 році.
- Територія ради: 36,622 км²
- Населення ради: 2 370 осіб (станом на 2001 рік)
- Територією ради протікають річка Жванчик, Збруч, Кізя

## Населені пункти
Сільській раді підпорядковані населені пункти:
- с. Слобідка-Рихтівська
- с. Вільне
- с. Кізя-Кудринецька
- с. Мілівці

## Склад ради
Рада складається з 16 депутатів та голови.
- Голова ради: Ільчишин Іван Іванович
- Секретар ради: Гончар Ольга Іванівна

### Керівний склад попередніх скликань
| Прізвище, ім'я, по батькові | Основні відомості                                                                     | Дата обрання | Дата звільнення |
| --------------------------- | ------------------------------------------------------------------------------------- | ------------ | --------------- |
| Ільчишин Іван Іванович      | Сільський голова, 1954 року народження, освіта незакінчена вища, безпартійний         | 26.03.2006   | 31.10.2010      |
| Ільчишин Іван Іванович      | Сільський голова, 1954 року народження, освіта незакінчена вища, член Партії регіонів | 31.10.2010   |                 |

Примітка: таблиця складена за даними сайту Верховної Ради України

### Депутати
За результатами місцевих виборів 2010 року депутатами ради стали:

#### За суб'єктами висування
| Суб'єкт висування | Кількість обраних депутатів | %    |
| ----------------- | --------------------------- | ---- |
| Партія регіонів   | 8                           | 50   |
| Самовисування     | 6                           | 37,5 |
| Народна партія    | 2                           | 12,5 |

#### За округами
| № округу        | Прізвище, ім'я, по батькові  | Дата визнання обраним | Освіта             | Партійна приналежність | Відомості про обраного депутата                                              |
| --------------- | ---------------------------- | --------------------- | ------------------ | ---------------------- | ---------------------------------------------------------------------------- |
| Народна Партія  |                              |                       |                    |                        |                                                                              |
| 2               | Косик Антоніна Миколаївна    | 02.11.2010            | середня            | член Народної партії   | ТЗОВ «Диністія», доярка                                                      |
| 12              | Атаманюк Катерина Леонтіївна | 02.11.2010            | середня            | член Народної партії   | тимчасово не працює                                                          |
| Партія регіонів |                              |                       |                    |                        |                                                                              |
| 3               | Волошин Петро Вікторович     | 02.11.2010            | середня            | член Партії регіонів   | АТП «Подільська Нива», перевізник                                            |
| 4               | Прокопова Галина Миколаївна  | 02.11.2010            | середня спеціальна | член Партії регіонів   | Сільська рада с. Сл.-Рихтівська, головний бухгалтер                          |
| 6               | Прокопова Ганна Іванівна     | 02.11.2010            | вища               | член Партії регіонів   | загальноосвітня школа І-ІІІ ст. с. Сл.-Рихтівська, вчитель початкових класів |
| 9               | Грищук Анатолій Степанович   | 02.11.2010            | середня            | член Партії регіонів   | приватний підприємець                                                        |
| 10              | Богонос Лідія Григорівна     | 02.11.2010            | вища               | член Партії регіонів   | Сільська рада с. Сл.-Рихтівська, землевпорядник                              |
| 11              | Шевчук Лілія Вікторівна      | 15.11.2010            | середня спеціальна | член Партії регіонів   | студентка                                                                    |
| 15              | Мороз Василь Володимирович   | 02.11.2010            | середня            | член Партії регіонів   | приватний підприємець                                                        |
| 16              | Маруняк Олена Іванівна       | 02.11.2010            | середня            | член Партії регіонів   | будинок-інтернат с. Мілівці, робоча                                          |
| Самовисування   |                              |                       |                    |                        |                                                                              |
| 1               | Ількович Василь Іванович     | 02.11.2010            | середня спеціальна | позапартійний          | пенсіонер                                                                    |
| 5               | Боршуляк Лідія Михайлівна    | 02.11.2010            | вища               | позапартійна           | тимчасово не працює                                                          |
| 7               | Боршуляк Ольга Михайлівна    | 02.11.2010            | вища               | позапартійна           | загальноосвітня школа І-ІІІ ст. с. Сл.-Рихтівська, директор                  |
| 8               | Гончар Ольга Іванівна        | 02.11.2010            | вища               | позапартійна           | Сільська рада с. Сл.-Рихтівська, секретар виконавчого комітету               |
| 13              | Яцюк Микола Іванович         | 02.11.2010            | середня            | позапартійний          | приватний підприємець                                                        |
| 14              | Зелінська Наталія Сергіївна  | 02.11.2010            | вища               | позапартійна           | КВЗП м. Кам'янець-Поділький, продавець                                       |